# 岡本久人
岡本 久人（おかもと ひさと、1944年1月 - ）は、日本の環境学者。次世代システム研究会会長。

## 概要
北九州大学外国語学部卒、新日鉄、同ローマ事務所駐在員、IT関連企業、環境関連企業を経て、現在、九州国際大学客員教授。次世代システム研究所所長。ECO‐ECO研究会顧問。文部科学省産学官連携コーディネーター。

## 著作
- 45分でわかる未来へのシナリオ ストック型社会（2007.5 電気書院）
- ゆとりある国・日本のつくり方 −ストック型社会転換マニュアル−（2006.12 電気書院）
- ストック型社会への転換 −長寿命化時代のインフラづくり（2006.2 鹿島出版会）
- ストック型社会 −あなたの未来を豊かにする日本の変え方−（2005.3 電気書院）
- 大画面VDT導入ガイドブック（共著/主筆）（1997.4日立情映テック）
- 從生態經濟學看日本的再生（中国語）（1997.4中國經濟技術出版社）
- 生態系が語る日本再生/ECO-ECO Economy as Ecology（1997.12日本経営協会総合研究所）
- 野鳥調査マニュアル−定量調査の考え方と進め方（1990.7 東洋館出版）
- 森の記憶（監修）
- エコエコ宣言 初版〜第3版（監修）
- 他に写真集「隼」「Fling Birds」ほか、1980,1985,1986,1999